# 罗兰多·梅里尼奥
罗兰多·梅里尼奥（西班牙語：Rolando Meriño，1971年2月27日—），古巴棒球运动员。他曾代表古巴参加2000年和2008年夏季奥林匹克运动会棒球比赛，获得二枚银牌。他也曾出战2009年世界棒球经典赛。